# 第2航空団

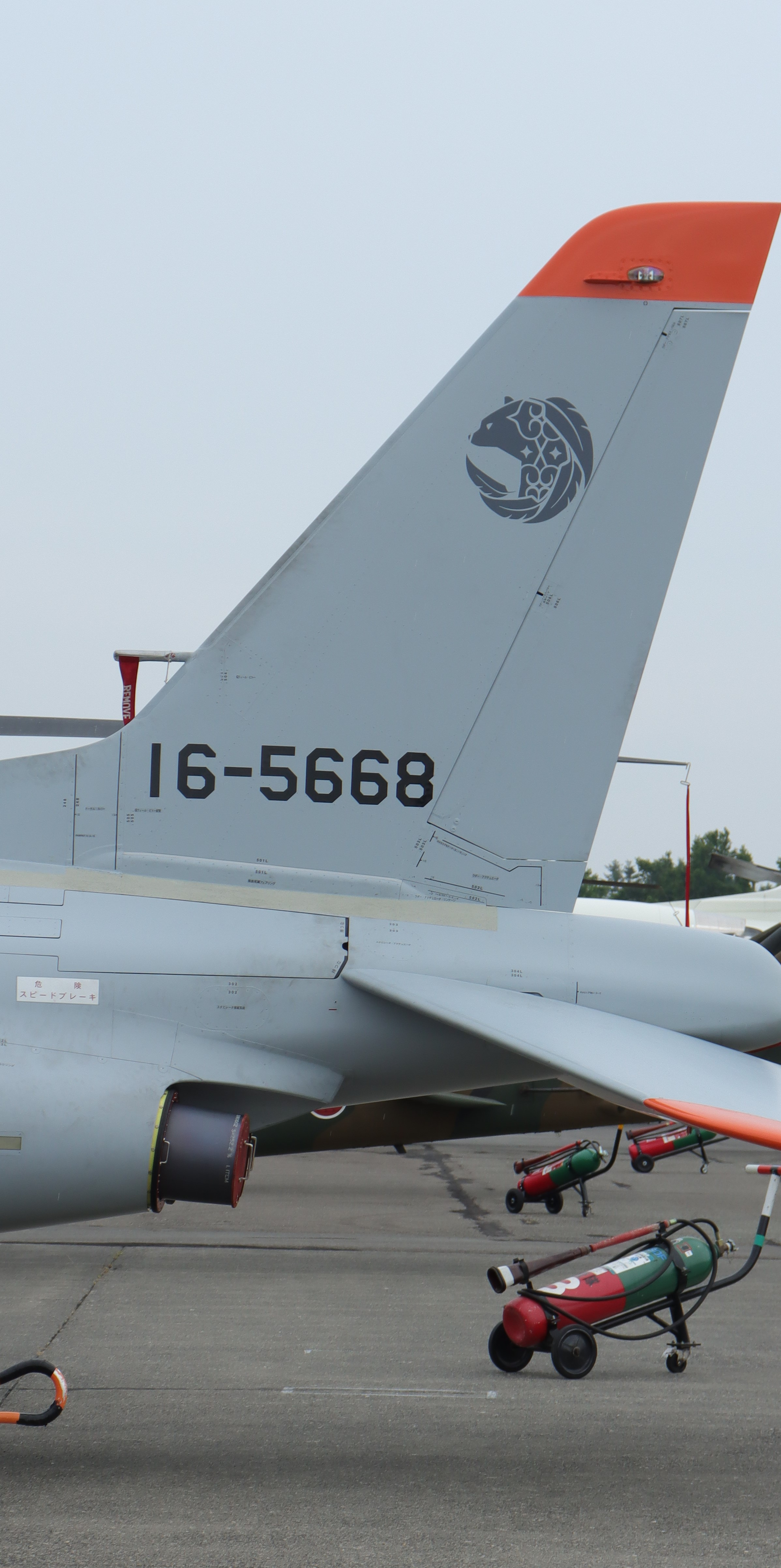
2空団の新マーク。

第2航空団（だい2こうくうだん、英称：2nd Air Wing）とは、航空総隊隷下の北部航空方面隊に属している航空団のひとつである。司令部は千歳基地（北海道千歳市）に所在しており、主に北海道地域の領空に接近・侵入してくる国籍不明機に対しての対領空侵犯措置を担当している。

## 沿革
- 1956年（昭和31年）10月1日 - 浜松基地において「第2航空団」が新編。第3飛行隊（F-86F）を新編。
- 1957年（昭和32年）
  - 2月1日 - 第4飛行隊（F-86F）を新編。
  - 5月1日 - 千歳基地への移動業務開始。
  - 8月24日 - 第3・第4飛行隊（F-86F）の主力が千歳基地に移駐完了。
  - 9月2日 - 千歳基地に移駐完了。
- 1958年（昭和33年）
  - 4月28日 - 航空自衛隊初となる対領空侵犯措置任務を付与。
  - 8月1日 - 北部航空方面隊隷下に編入。
- 1959年（昭和34年）
  - 8月1日 - 第6飛行隊（F-86F）を新編。
  - 10月26日 - 第6飛行隊（F-86F）が新田原基地に移駐。
- 1960年（昭和35年）4月1日 - 第6飛行隊（F-86F）が第5航空団隷下に編入。
- 1961年（昭和36年）
  - 5月16日 - 第4飛行隊（F-86F）が小松基地に移駐。
  - 6月9日 - 小牧基地の第3航空団第103飛行隊（F-86D）が千歳基地に移駐し隷下編入。
- 1962年（昭和37年）
  - 3月22日 - 臨時F-104J訓練隊を編成。
  - 7月15日 - 第4飛行隊（F-86F）が第6航空団隷下に編入。
- 1963年（昭和38年）3月5日 - 第3飛行隊（F-86F）が松島基地に移駐し第4航空団隷下に編入。第201飛行隊（F-104J）を新編。
- 1964年（昭和39年）6月25日 - 第203飛行隊（F-104J）を新編。
- 1968年（昭和43年）6月7日 - 第103飛行隊（F-86D）を廃止。
- 1974年（昭和49年）10月1日 - 第201飛行隊（F-104J）が解隊。第302飛行隊（F-4EJ）を新編。
- 1976年（昭和51年）
  - 9月6日 - MiG25事件の発生にともなうスクランブル発進（緊急発進）を実施。
  - 9月27日 - 第2航空団のF-104と第81航空隊のT-33が空戦訓練中に接触して墜落。2人が行方不明、1人救助[1]。
- 1983年（昭和58年）4月 - F-15J 配備開始
- 1984年（昭和59年）3月14日 - 第203飛行隊を改編。（F-104J⇒F-15J）
- 1985年（昭和60年）11月26日 - 第302飛行隊（F-4EJ）が那覇基地に移駐し第83航空隊隷下に編入。
- 1986年（昭和61年）
  - 3月19日 - 第201飛行隊をF-15飛行隊として再編成。
  - 10月20日 - 第1基地防空群を新編[2]。
- 1998年（平成10年）7月31日 - 第1基地防空群を廃止。第2基地防空隊および基地防空教導隊（航空総隊直轄、高射教導隊の指揮下に入る）を新編。
- 2003年（平成15年）9月28日 - 9月26日に発生した十勝沖地震での石油タンク火災に対し、化学消火剤の輸送を断続的に10月2日まで実施。
- 2022年（令和04年）12月1日 - 第2航空団の新マークを制定し、同団所属のT-4に描いた。また、同団においてT-4は両飛行隊での一括運用となった。
- 2024年（令和06年）3月21日 - 整備補給群検査隊を整備隊に、基地業務群通信隊をサイバー運用隊に改編。

## 部隊編成
- 第2航空団司令部
  - 監理部
  - 人事部
  - 防衛部
  - 装備部
  - 安全班
  - 衛生班
  - 副官
- 飛行群
  - 第201飛行隊：F-15J/DJ・T-4
  - 第203飛行隊：F-15J/DJ・T-4
- 整備補給群
  - 整備隊
  - 装備隊
  - 修理隊
  - 車両器材隊
  - 補給隊
- 基地業務群
  - 第2基地防空隊 - 81式短距離地対空誘導弾・91式携帯地空誘導弾
  - 飛行場勤務隊
  - 施設隊
  - サイバー運用隊
  - 管理隊
  - 業務隊
  - 会計隊
  - 衛生隊
  - 射場勤務隊

## 主要幹部
| 官職名                        | 階級    | 氏名     | 補職発令日     | 前職                                                   |
| ----------------------------- | ------- | -------- | -------------- | ------------------------------------------------------ |
| 第2航空団司令 兼 千歳基地司令 | 空将補  | 渡邉正人 | 2025年08月01日 | 統合幕僚監部運用部運用第1課長                          |
| 副司令                        | 1等空佐 | 宮崎剛   | 2024年06月10日 | 第5航空団飛行群司令                                    |
| 飛行群司令                    | 1等空佐 | 奥村昌弘 | 2024年03月28日 | 航空幕僚監部運用支援・情報部運用支援課 部隊訓練第1班長 |
| 整備補給群司令                | 1等空佐 | 相澤啓二 | 2024年04月08日 | 航空幕僚監部装備計画部整備・補給課 武器弾薬班長        |
| 基地業務群司令                | 1等空佐 | 廣田哲哉 | 2025年03月24日 | 航空幕僚監部運用支援・情報部情報課 情報運用室長        |

| 代 | 氏名       | 在職期間               | 出身校・期             | 前職                                                | 後職                                               |
| -- | ---------- | ---------------------- | ---------------------- | --------------------------------------------------- | -------------------------------------------------- |
| 01 | 瀬戸山八郎 | 1956.10.1 - 1957.6.30  | 海兵58期               | 航空幕僚監部防衛部付                                | 航空幕僚監部付 →1958.5.23 人事教育部副部長         |
| 02 | 中島正     | 1957.7.1 - 1959.11.24  | 海兵58期               | 航空幕僚監部教育部教育第1課長 →1957.8.16 空将補昇任 | 第1航空団司令 兼 浜松北基地司令                    |
| 03 | 新郷英城   | 1959.11.25 - 1961.7.14 | 海兵59期               | 航空総隊司令部防衛部長 →1959.8.1 航空総隊司令部付   | 航空総隊司令部幕僚長                               |
| 04 | 渡辺 正    | 1961.7.15 - 1964.3.15  | 海兵61期               | 航空幕僚監部人事教育部人事課長 →1962.7.1 空将補昇任 | 航空自衛隊幹部学校付 →1964.4.17 航空幕僚監部監察官 |
| 05 | 周防元成   | 1964.3.16 - 1965.3.30  | 海兵62期               | 実験航空隊司令                                      | 航空自衛隊第5術科学校長                            |
| 06 | 石川貫之   | 1965.3.31 - 1967.7.16  | 陸航士50期             | 第4航空団副司令 →1966.1.1 空将補昇任                | 航空幕僚監部防衛部副部長                           |
| 07 | 岩崎 亨    | 1967.7.17 - 1969.2.16  | 陸士52期・ 陸大60期    | 北部航空方面隊司令部幕僚長                          | 航空幕僚監部付 →1969.3.17 防衛研修所副所長         |
| 08 | 藤澤信雄   | 1969.2.17 - 1970.6.30  | 陸士53期               | 航空幕僚監部防衛部防衛課長                          | 航空幕僚監部防衛部長                               |
| 09 | 財部信悟   | 1970.7.1 - 1972.2.15   | 陸士53期               | 第12飛行教育団 兼 防府北基地司令                    | 航空自衛隊幹部学校副校長                           |
| 10 | 田中保壽   | 1972.2.16 - 1973.6.30  | 陸航士54期             | 航空幕僚監部防衛部副部長                            | 航空総隊司令部幕僚長                               |
| 11 | 池上洋吉   | 1973.7.1 - 1975.2.16   | 陸士55期               | 第11飛行教育団司令 兼 静浜基地司令                  | 航空幕僚監部付 →1975.7.1 退職                      |
| 12 | 中村 敏    | 1975.2.17 - 1976.8.20  | 陸士56期               | 第13飛行教育団司令                                  | 航空幕僚監部付 →1977.1.1 退職                      |
| 13 | 眞志田守   | 1976.8.21 - 1977.7.31  | 陸士58期               | 第13飛行教育団司令                                  | 航空自衛隊第5術科学校長                            |
| 14 | 中西孝雄   | 1977.8.1 - 1978.6.30   | 陸士58期               | 第1高射群司令                                       | 航空自衛隊幹部学校副校長                           |
| 15 | 稲葉由郎   | 1978.7.1 - 1980.6.30   | 陸航士60期             | 航空幕僚監部人事教育部副部長                        | 航空幕僚監部監察官                                 |
| 16 | 村田良明   | 1980.7.1 - 1981.6.30   | 東京経済大学・ 1期幹候 | 第2航空団副司令                                     | 航空自衛隊幹部候補生学校副校長                     |
| 17 | 米川忠吉   | 1981.7.1 - 1983.6.30   | 青山学院大学・ 5期幹候 | 第2航空団副司令                                     | 航空幕僚監部監察官                                 |
| 18 | 田中 稔    | 1983.7.1 - 1984.7.15   | 関東学院大学・ 3期幹候 | 防衛大学校教授                                      | 航空教育隊司令 兼 防府南基地司令                   |
| 19 | 尾坪祐三   | 1984.7.16 - 1986.3.16  | 防大1期                | 航空実験団副司令                                    | 航空幕僚監部監察官                                 |
| 20 | 石塚勲     | 1986.3.17 - 1987.7.6   | 防大3期                | 航空幕僚監部人事教育部副部長                        | 航空幕僚監部防衛部長                               |
| 21 | 朝倉範夫   | 1987.7.7 - 1989.6.29   | 防大5期                | 航空幕僚監部防衛部運用課長                          | 航空幕僚監部防衛部長                               |
| 22 | 小泉 進    | 1989.6.30 - 1991.3.15  | 防大6期                | 西部航空方面隊司令部幕僚長                          | 航空幕僚監部調査部長                               |
| 23 | 武田 清    | 1991.3.16 - 1992.6.15  | 防大8期                | 第83航空隊司令 兼 那覇基地司令                      | 航空幕僚監部人事教育部長                           |
| 24 | 重永照彦   | 1992.6.16 - 1994.3.22  | 防大8期                | 南西航空混成団司令部人事部長                        | 西部航空方面隊司令部幕僚長                         |
| 25 | 大屋利光   | 1994.3.23 - 1995.6.29  | 防大9期                | 中部航空方面隊司令部幕僚長                          | 航空救難団司令                                     |
| 26 | 吉田正     | 1995.6.30 - 1997.6.30  | 防大14期               | 航空幕僚監部防衛部防衛課長                          | 航空幕僚監部防衛部長                               |
| 27 | 永岩俊道   | 1997.7.1 - 1999.12.9   | 防大15期               | 航空幕僚監部防衛部防衛課長                          | 航空幕僚監部監察官                                 |
| 28 | 小鹿勝見   | 1999.12.10 - 2001.1.10 | 防大16期               | 航空自衛隊第1補給処長 兼 木更津基地司令             | 航空幕僚監部人事教育部長                           |
| 29 | 岩崎茂     | 2001.1.11 - 2003.3.26  | 防大19期               | 航空幕僚監部補任課長                                | 航空総隊司令部防衛部長                             |
| 30 | 下平幸二   | 2003.3.27 - 2004.8.29  | 防大19期               | 航空救難団司令                                      | 航空幕僚監部調査部長                               |
| 31 | 中島邦祐   | 2004.8.30 - 2006.8.3   | 防大23期               | 航空幕僚監部防衛部運用課長                          | 南西航空混成団副司令                               |
| 32 | 溝口博伸   | 2006.8.4 - 2007.8.31   | 日本大学・ 76期幹候    | 第5航空団司令 兼 新田原基地司令                     | 中部航空方面隊副司令官                             |
| 33 | 福江広明   | 2007.9.1 - 2009.3.23   | 防大25期               | 航空開発実験集団幕僚長                              | 防衛監察本部監察官                                 |
| 34 | 尾上定正   | 2009.3.24 - 2010.7.25  | 防大26期               | 統合幕僚監部報道官                                  | 防衛大学校防衛学教育学群長 兼防衛大学校教授        |
| 35 | 武藤茂樹   | 2010.7.26 - 2011.8.4   | 防大28期               | 航空幕僚監部防衛部勤務                              | 防衛大学校防衛学教育学群長 兼防衛大学校教授        |
| 36 | 金古真一   | 2011.8.5 - 2013.8.21   | 防大30期               | 航空幕僚監部防衛部装備体系課長                      | 防衛大学校防衛学教育学群長 兼防衛大学校教授        |
| 37 | 小川能道   | 2013.8.22 - 2015.3.29  | 防大29期               | 航空幕僚監部運用支援・情報部 運用支援課長           | 航空幕僚監部監理監察官                             |
| 38 | 安藤忠司   | 2015.3.30 - 2017.8.31  | 防大33期               | 統合幕僚監部運用部運用第1課長                       | 航空戦術教導団司令                                 |
| 39 | 寺﨑隆行   | 2017.9.1 - 2019.8.22   | 防大36期               | 航空幕僚監部人事教育部教育課長                      | 西部航空方面隊副司令官                             |
| 40 | 德重広為智 | 2019.8.23 - 2021.12.21 | 防大37期               | 航空幕僚監部人事教育部人事計画課長                  | 南西航空方面隊副司令官                             |
| 41 | 柳 享範    | 2021.12.22 - 2023.8.28 | 防大39期               | 統合幕僚監部運用部運用第1課長                       | 航空総隊司令部防衛部長                             |
| 42 | 田中信隆   | 2023.8.29 - 2025.7.31  | 防大38期               | 航空幕僚監部総務部総務課長                          | 防衛監察本部監察官                                 |
| 43 | 渡邉正人   | 2025.8.1 -             |                        | 統合幕僚監部運用部運用第1課長                       |                                                    |